# 2-Decanol
2-Decanol ist eine chemische Verbindung aus der Gruppe der Alkohole, genauer der chiralen Alkohole.

## Vorkommen

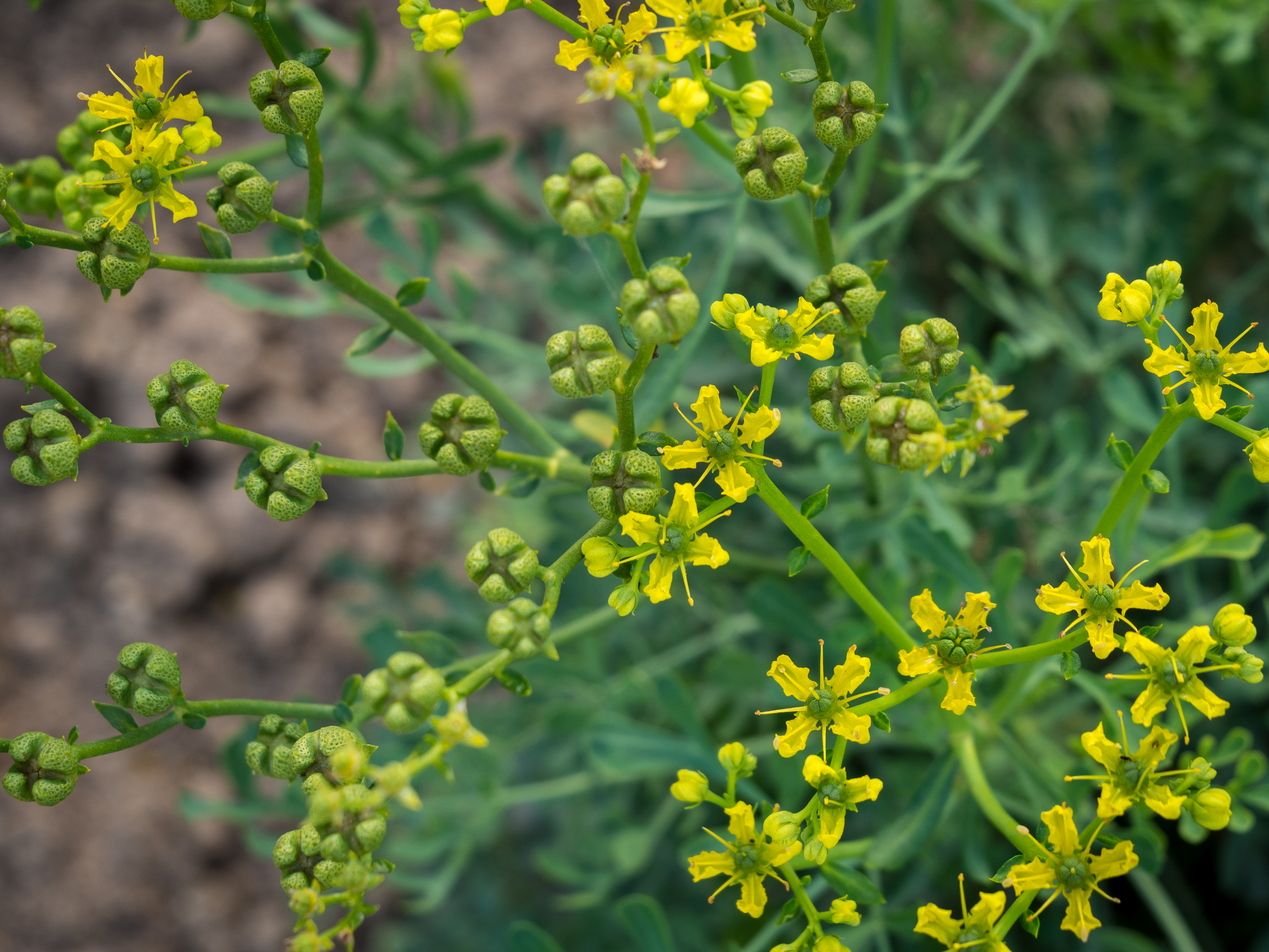
Weinrauten enthalten natürlicherweise 2-Decanol

2-Decanol kommt natürlich in der Weinraute und den Mandibeldrüsen von Termiten vor.

## Gewinnung und Darstellung
2-Decanol kann durch radikal katalysierte Addition von 1-Octen mit einem Aldehyd gewonnen werden. Es kann auch durch Hydrierung von 1-Octyloxiran mit Raney-Nickel gewonnen werden. Das (R)-Isomer kann durch enzymatische Reduktion des Ketons gewonnen werden.

## Eigenschaften
2-Decanol ist eine farblose Flüssigkeit, die praktisch unlöslich in Wasser ist.

## Verwendung
2-Decanol kann als Substrat für biochemische Untersuchungen verwendet werden.